# Nordebert
Nordebert o Norbert (+ 695) fou un majordom de palau de Nèustria del 688 al 695.
Nordebert era un dels fideles de Pipí d'Héristal duc-majordom d'Austràsia. Després de la seva victòria a la batalla de Tertry el juny del 687 el majordom de palau de Nèustria Bercari fou assassinat segurament el 688, el que va permetre signar la pau amb Pipí que així va agafar el control del tres regnes: Austràsia (on governava com a duc), Neustria i Borgonya (Teodoric III era rei nominal als tres regnes però només a Neustria i Borgonya era reconegut). Pipí va imposar als nobles de Nèustria el nomenament de Nordebert o Norbert com a majordom, per dirigir el regne de fet com el seu governador.
Mort Teodoric el 791, el rei Clodoveu IV el va confirmar per diploma de 28 de febrer del 693 en el que Nordebert és esmentat com a Nordoberctho…comitebus. Va ocupar el càrrec fins a la seva mort el 695, quan Pipí va fer nomenar majordom al seu propi fill Grimoald II.